# Rezerwat jeziora Karun
Rezerwat jeziora Karun – rezerwat obejmujący jezioro Karun i tereny na północ od niego, leżący w odległości około 220 km na południe od Morza Śródziemnego. Utworzony został w roku 1989, decyzją premiera. Według IUCN otrzymał kategorię VI – Obszar chroniony o użytkowanych zasobach, BirdLife International w 2001 roku wyznaczyło w okolicach jeziora Important Bird Area o powierzchni 25 000 ha, uznany jest również za pomnik przyrody. Pole powierzchni rezerwatu wynosi 134 027 ha.

## Warunki naturalne
Rezerwat jeziora Karun mieści się nieopodal miasta Fajum. W roku 1992 powierzchnia jeziora leżała na wysokości 43,5 m p.p.m., a średnia jego głębokość wynosiła 4,2 m. Jezioro Karun jest nieco bardziej słone niż woda morska, zasolenie wynosi 40 g/l. Najwyższe zasolenie występuje w północnej i zachodniej części zbiornika.

## Znaczenie dla człowieka
Zgodnie z przydzieloną kategorią IUCN, jezioro Karun posiada użytkowane zasoby. Między rokiem 1980 a 1990 średni połów ryb i krewetek z jeziora wynosił 956 ton, z czego około 40% stanowiły tilapie, a 36% krewetki. W związku ze wzrostem zasolenia część fauny zanikła. Odnotowano szczątki kopalne zwierząt i roślin sprzed 40 mln lat.

## Fauna
Z gatunków ryb odnotowanych w jeziorze Karun wymienić można belony (Belone belone), węgorzokształtne (Anguilliformes), przedstawicieli Gadus, szczupaki (Esox), halibuty, skalniki prążkowane (Morone saxatilis; pierwotnie zasiedlały Amerykę Północną), przedstawiciele Solea oraz Mugil. Ze ssaków w rezerwacie napotkać można hieny pręgowane (Hyaena hyaena), lisy rude (Vulpes vulpes), kudu wielkie (Tragelaphus strepsiceros) i gnu pręgowane (Connochaetes taurinus). Z gadów występują m.in. kobra egipska (Naja haje).
Odnotowano 88 gatunków ptaków. Do tych, na podstawie których wyznaczono IBA, należą perkoz zausznik (Podiceps nigricollis), czajka szponiasta (Vanellus spinosus), mewa cienkodzioba (Larus genei) oraz lelek egipski (Caprimulgus aegyptius).